# Odznaka okolicznościowa Medal Stulecia Utworzenia Policji Państwowej
Odznaka okolicznościowa Medal Stulecia Utworzenia Policji Państwowej – polskie odznaczenie resortowe, ustanowione zarządzeniem Ministra Spraw Wewnętrznych i Administracji z dnia 28 czerwca 2019. Upamiętnia ona setną rocznicę utworzenia Policji Państwowej w 1919 roku.

## Zasady nadawania
Medal nadaje, w drodze decyzji, minister właściwy ds. wewnętrznych z własnej inicjatywy albo na wniosek Komendanta Głównego Policji.
Medal może być nadawany policjantom i pracownikom Policji oraz innym osobom w uznaniu za osiągnięcia w popularyzowaniu tradycji i dokonań Policji.
Medal może być nadany tej samej osobie tylko raz.
Medal wręcza minister właściwy ds. wewnętrznych albo – w jego imieniu – inna upoważniona osoba, w szczególności Komendant Główny Policji oraz komendant wojewódzki (Stołeczny) Policji.

## Insygnia
Medal ma kształt okrągły o średnicy 35 mm w kolorze srebrnym z zaznaczoną obustronnie krawędzią, z uszkiem i kółkiem do zawieszenia. Na stronie licowej umieszczony jest pośrodku wypukły wizerunek orła państwowego (wzór 1919) trzymającego wstęgę z wypukłymi datami 1919 i 2019, oddzielonymi znaczkiem w postaci gwiazdy srebrnej czteroramiennej, która była odznaką wyższych funkcjonariuszy Policji Państwowej umieszczaną na czapce. Na stronie odwrotnej, na zarysie gwiazdy policyjnej, umieszczony jest czterowierszowy wypukły, majuskułowy napis 100-LECIE UTWORZENIA POLICJI PAŃSTWOWEJ. Poniżej napisu widnieją dwie palmety nawiązujące do oznak szarż Policji Państwowej, ułożone symetrycznie skosem do siebie.
Medal jest zawieszony na wstążce ciemnogranatowej szerokości 36 mm, mającej pośrodku dwa prążki błękitne szerokości 5 mm, rozdzielone prążkiem srebrzystym szerokości 2 mm.
Medal nosi się na lewej stronie piersi, po orderach i odznaczeniach.